# Национальная галерея Словении
Национа́льная галере́я Слове́нии (словен. Narodna galerija Slovenije) в Любляне — ведущий художественный музей Словении.

## История
Национальная галерея Словении была основана в 1918 году, после распада Австро-Венгрии и создания Королевства Словенцев, Хорватов и Сербов. Первоначально находилась во дворце Кресия Любляны; на своё нынешнее место переехала в 1919 году.

## Здание
Существующее здание было построено в 1896 году во время правления мэра Ивана Хрибара, который стремился превратить Любляну в столицу всех словенских земель. Проект здания разработан чешским архитектором Франтишеком Скарброутом. Первоначально здание использовалось Словенским культурным центром «Народный дом» для размещения различных культурных объединений. Здание галереи находится рядом с парком Тиволи.
В начале 1990-х годов по проекту словенского архитектора Эдварда Равникара был построен новый корпус галереи. В 2001 году по проекту архитекторов Юрия Садара и Бостьяна Вуга была построена большая стеклянная галерея, которая соединила оба крыла здания.

## Экспозиция
В постоянной экспозиции галереи представлены предметы искусства от Средневековья до начала XX века. Фонтан Робба в стиле барокко после реставрации 2006 года помещён в центральную стеклянную галерею.
В галерее представлены работы известных словенских и европейских мастеров, в том числе таких как:
| - Ажбе, Антон - Биролли, Ренато - Валь, Корнелис де - Виже-Лебрён, Мари Элизабет Луиза - Де Гаус, Ладислао - Гауэрман, Фридрих - Грохар, Иван - Жувене, Жан - Заец, Иван - Йорданс, Якоб - Кампильи, Массимо - Карлоне, Джованни Андреа | - Зегерс, Жерар - Кобильца, Ивана - Малявин, Филипп Андреевич - Метцингер, Валентин - Пинас, Якоб Симеон - Стернен, Матей - Томинц, Иосип - Франкен Младший, Франс - Шубиц, Янез - Шубиц, Иван - Якопич, Рихард - Янсенс, Абрахам |

## Галерея

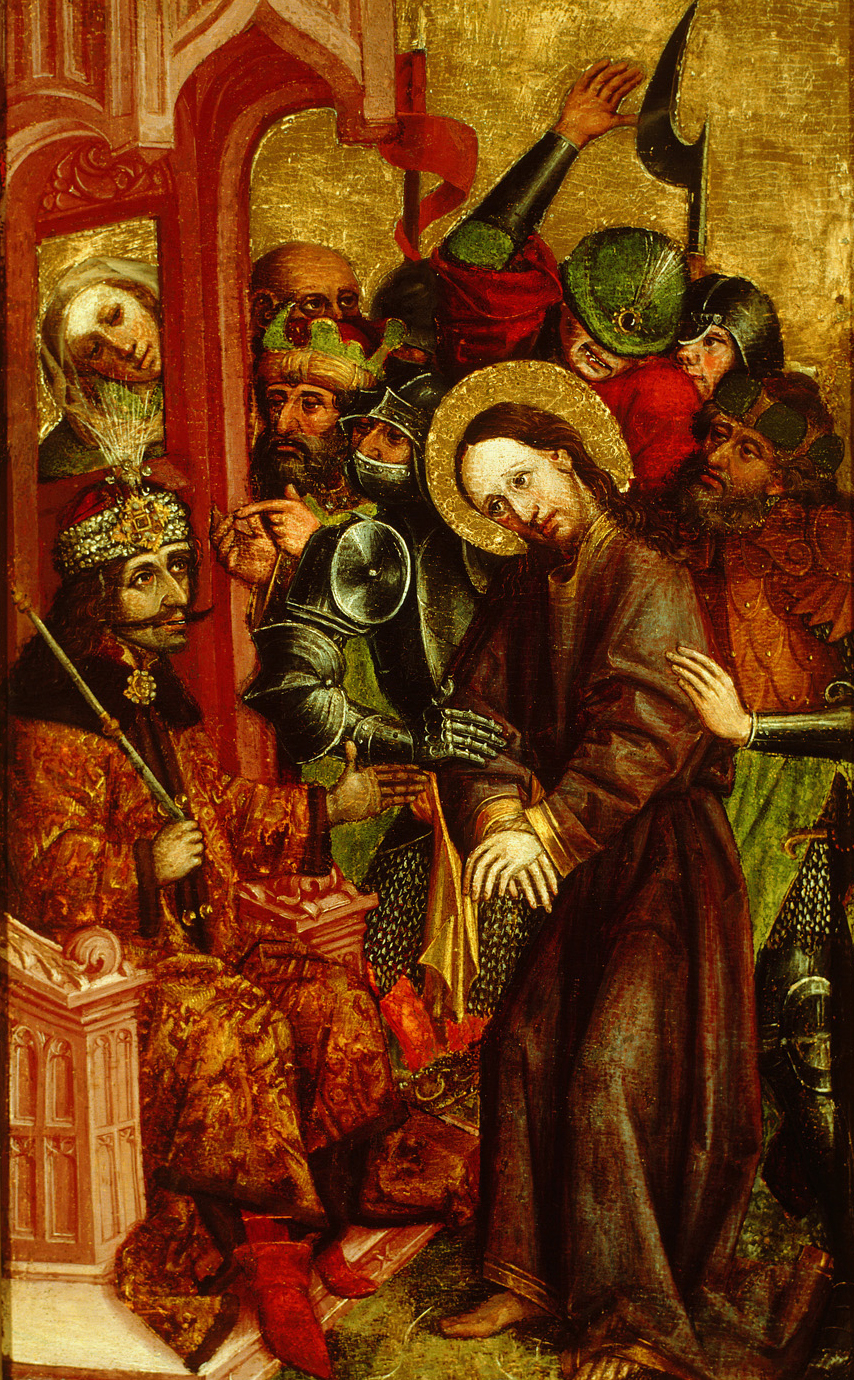
Неизвестный автор. Влад III Цепеш как Пилат, судящий Иисуса (XV век)
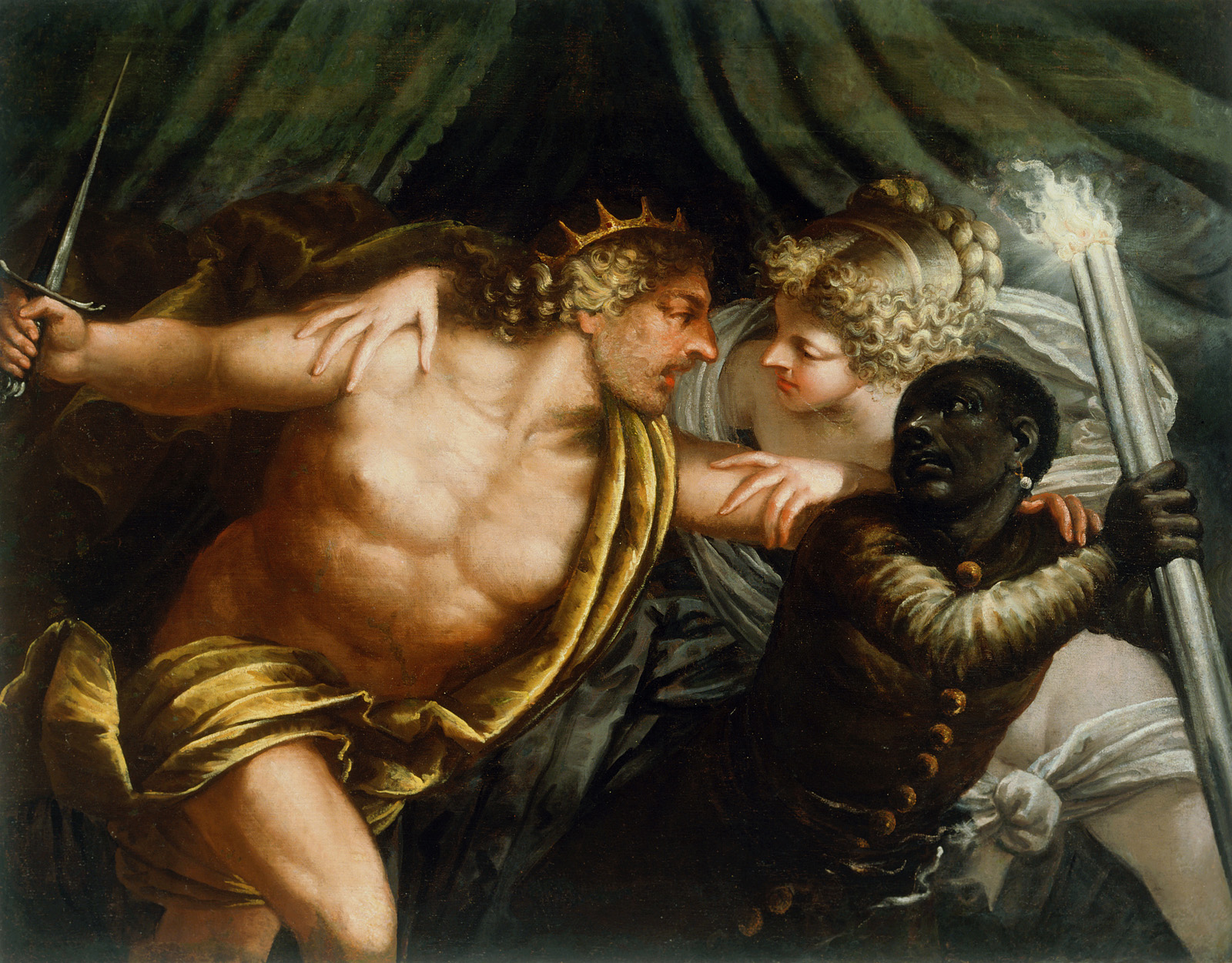
Пьетро Либери. Античная сцена (XVII век)
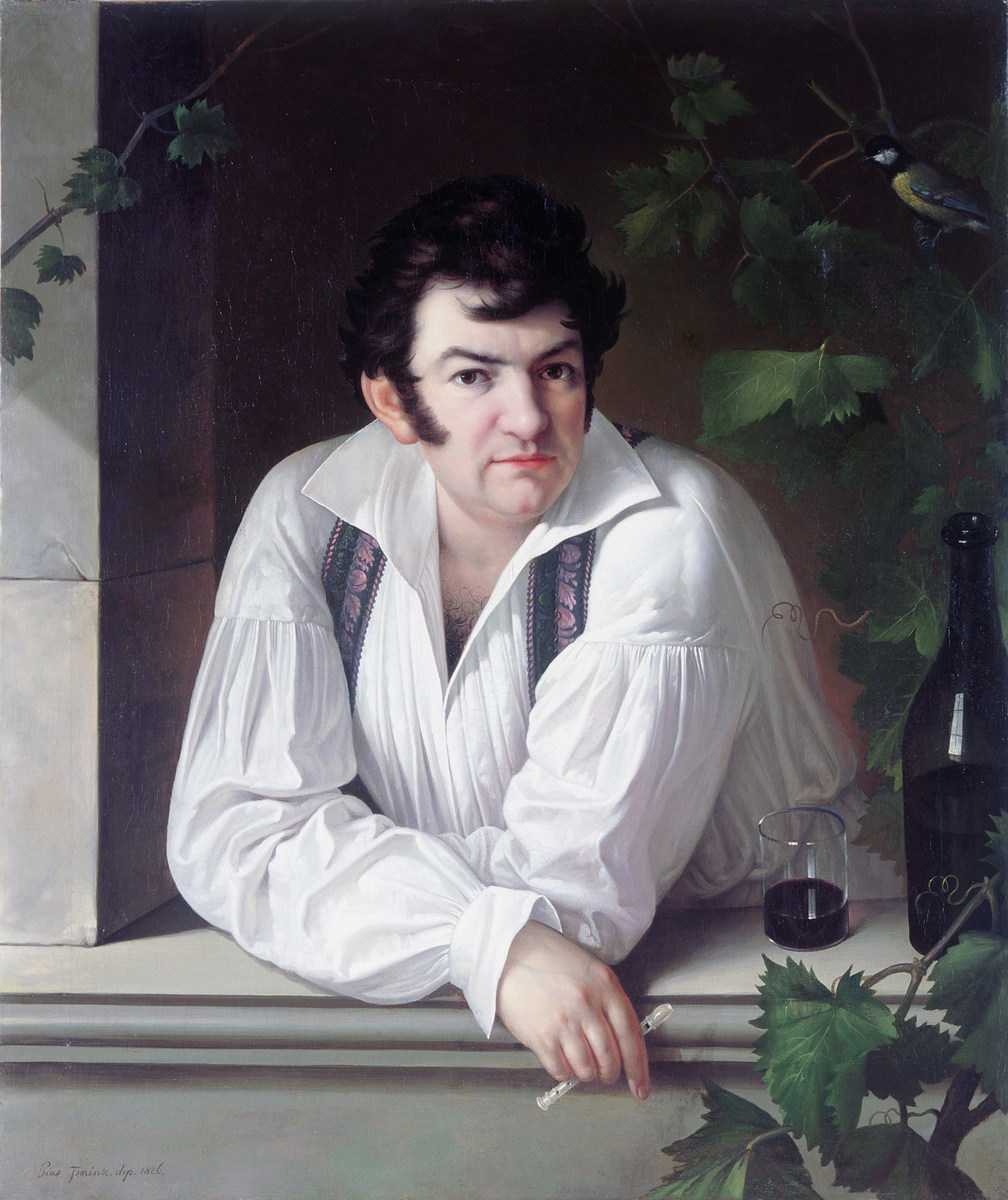
Иосип Томинц. Автопортрет (1830-е)
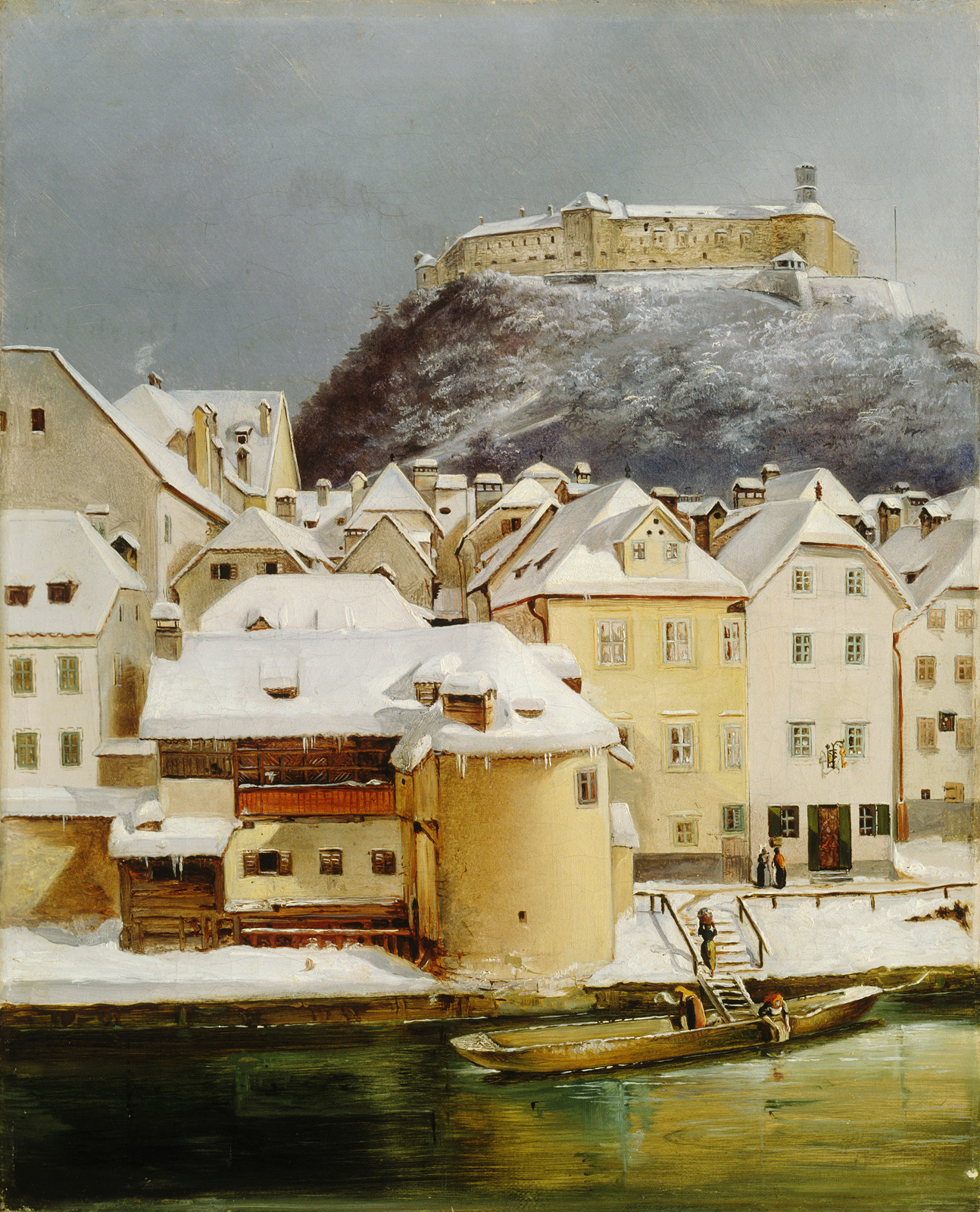
Павел Кюнль. Рыбацкий квартал в Любляне  (1847)
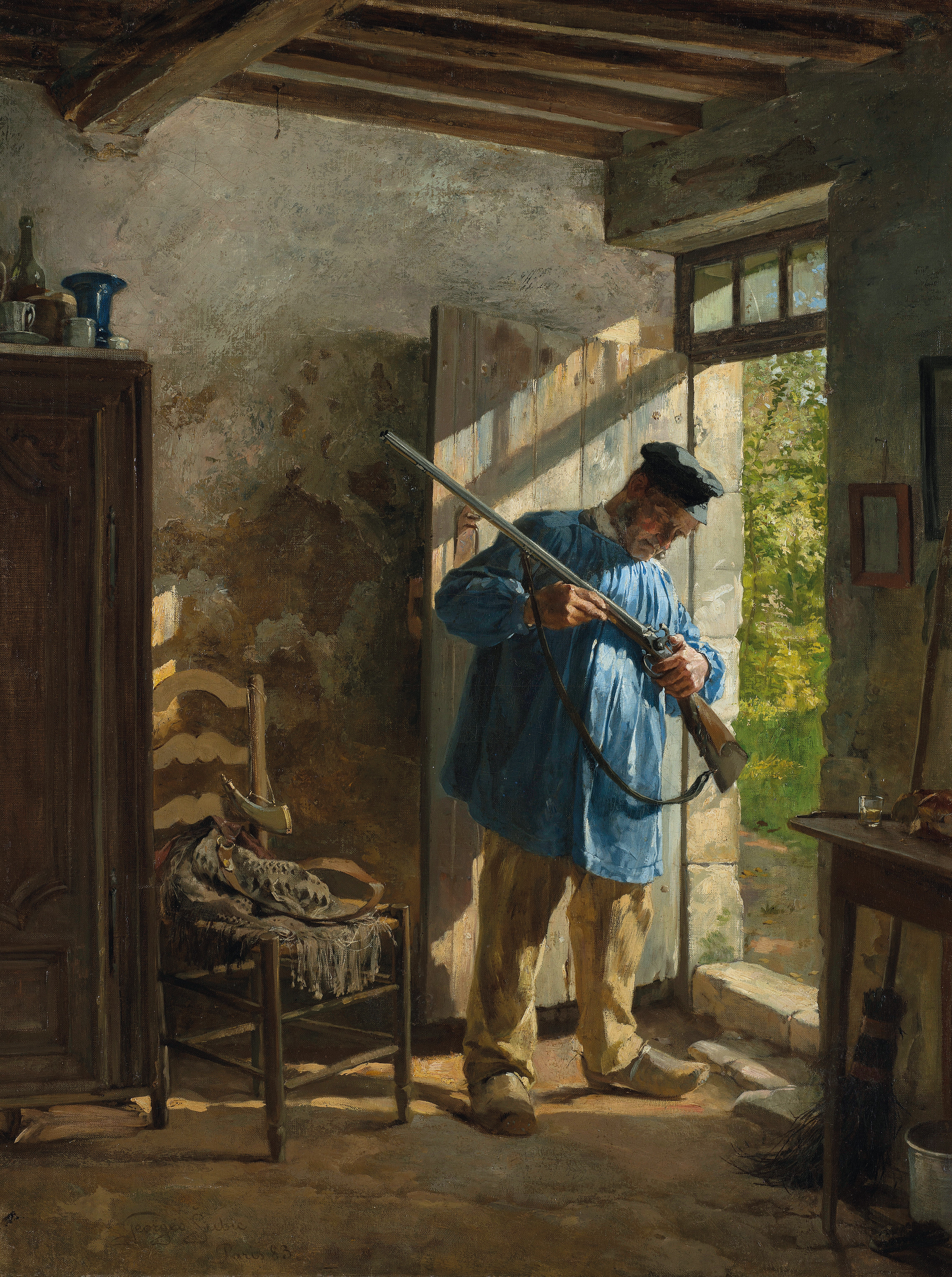
Юрий Шубиц. Перед охотой (XIX век)
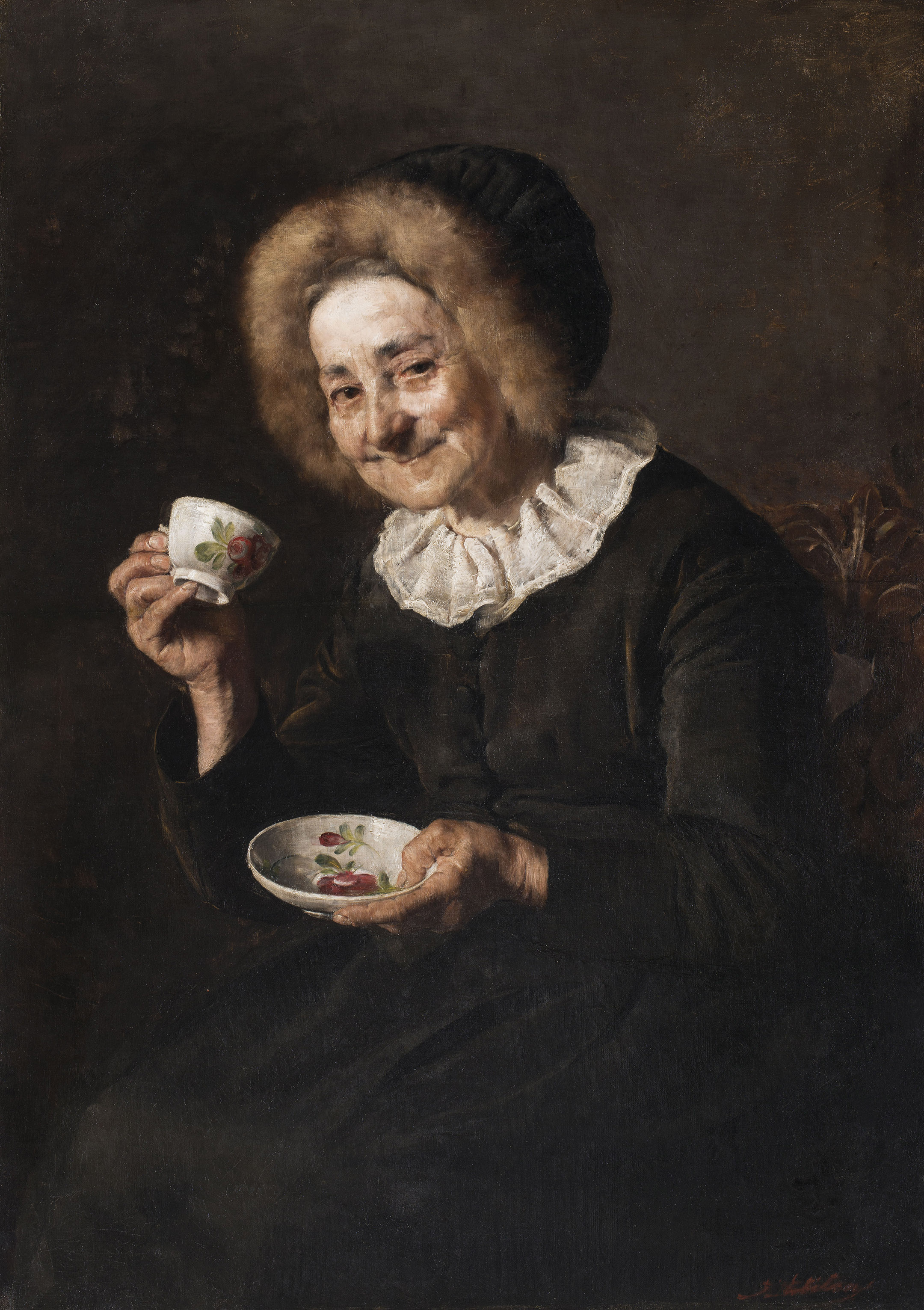
Ивана Кобильца. Старая женщина с кофе (XIX век)
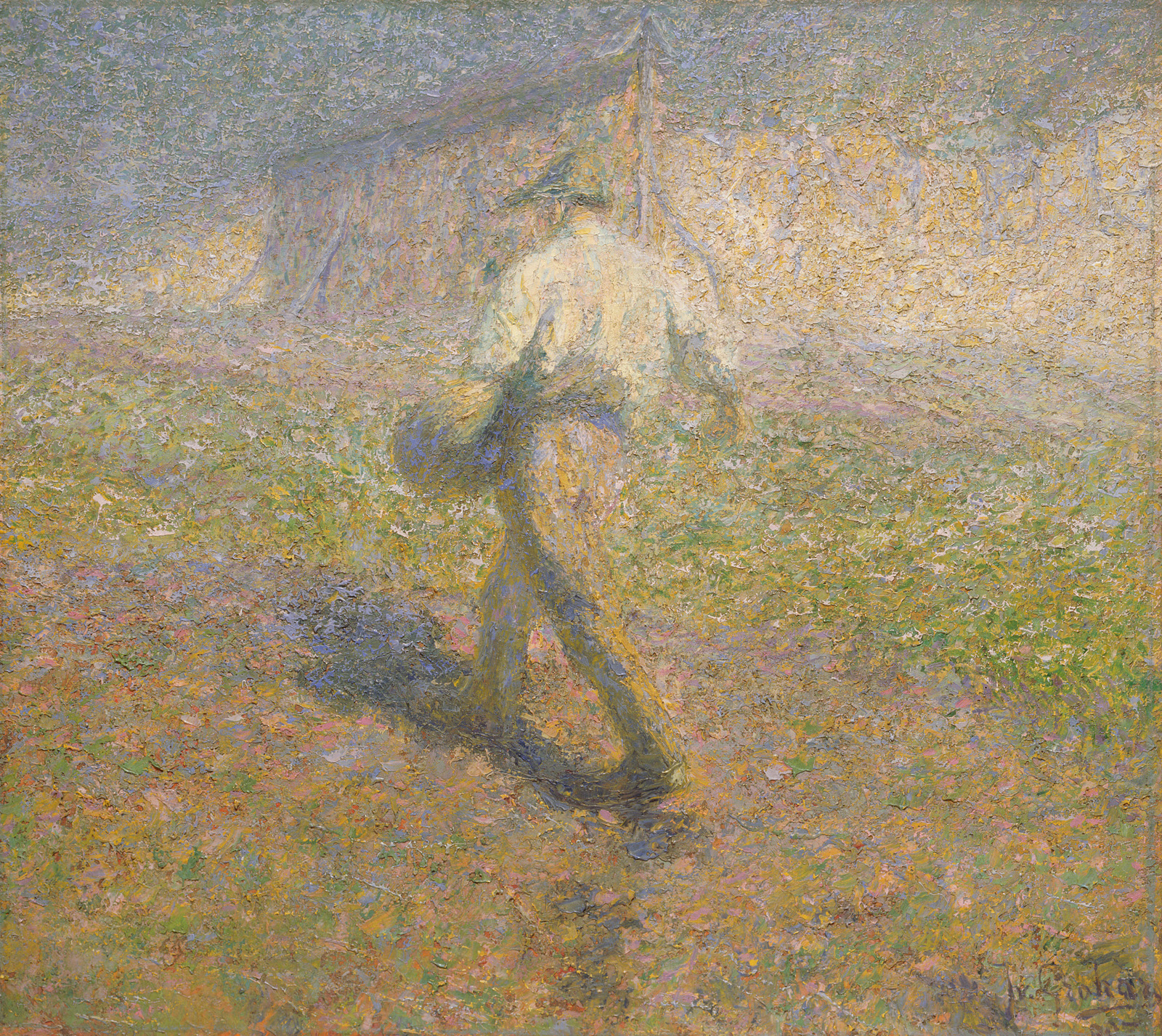
Иван Грохар. Сеятель (1907)